# L'Arme absolue (Lefranc)
Pour les articles homonymes, voir L'Arme absolue.
L'Arme absolue est le huitième tome de la série Lefranc écrit par Jacques Martin et dessiné par Gilles Chaillet, prépublié dans Tintin français no 346 du 23 avril 1982 au no 353 du 11 juin 1982, avant d'être édité en 1982 par Casterman.

## Résumé
1928 : Après une mission périlleuse en Autriche, l'avion transportant le pilote expérimenté Pierre Lorrain, l'opératrice radio Yvonne Garand ainsi que trois scientifiques disparaît corps et biens près de la ville de Zellwiller en France. 
Plus de cinquante ans plus tard, le fils de Lorrain, Michel reçoit une lettre de son père. Envoyé depuis Obernai en Alsace, le courrier interpelle Lefranc. Ce dernier accepte d'aider Michel à retrouver son père sans se douter qu'il va vivre une périlleuse aventure. Sur place, le journaliste retrouve Pierre mais il est menacé par une étrange organisation, l'OCRA dont l'acronyme signifie "Office pour la Coordination et la Recherche d'Armements". Avec l'aide inattendue d'Axel Borg, notre héros va aussi découvrir que l'accident arrivé dans les années 1930 a un lien avec une arme mortelle, un rayon laser capable de percer la croûte terrestre et pouvant provoquer des tremblements de terre. 
Borg et Lefranc vont mettre à jour le lieu où se trouve l'arme et voleront les plans pour les confier au Vatican. Pierre et Michel se retrouveront finalement à Paris à l'initiative de notre héros.

## Personnages
- Guy Lefranc
- Axel Borg

### Personnages secondaires
- Pierre Lorrain est en réalité le père de Jacques Martin que celui-ci, natif d'Obernai, a souhaité mettre en scène dans la BD.
- Sylvain Lagarde
- Yvonne Garand
- Michel Lorrain
- Docteur Smurtz
- Emma
- Inspecteur Schrantz
- Inspecteur Ledru
- Jean Balmer
- Carl Balmer
- Madame Balmer

## Véhicules

### Automobiles
- La Range Rover rouge de Guy Lefranc.
- La Citroën GSA Pallas rouge de prêt de Guy Lefranc.
- La Simca-Talbot Horizon bleue.
- La Renault Trafic I bleue marine.
- La Renault 30 bleue.
- Le BMW Série 7 (E23) grise d'Axel Borg.

### Avions
- Un Blériot-SPAD S.46 utilisé par Pierre Lorrain

## Genèse